# Hybridní kniha
Hybridní kniha je multimediální dokument, určený zrakově postiženým, který umožňuje získávat uložené informace prostřednictvím sluchu, hmatu a zraku.

## Charakteristika hybridní knihy
Hybridní kniha je jedním z nejnovějších typů dokumentu. Byla vytvořena speciálně pro potřeby zrakově postižených a kombinuje v sobě několik variant přístupu k textu (odtud pojmenování hybridní). Nosičem je kompaktní disk.
Digitalizovaný obsah je zpřístupněn jako běžný text na obrazovce, zároveň je čten přirozenou řečí (nikoli syntetickou řečí, jak je u digitalizovaných zvukových dokumentů pro zrakově postižené obvyklé) a umožňuje i hmatový výstup na Braillském řádku (Braillský řádek je zařízení, které umožňuje výstup z počítače v podobě bodového písma). Kromě různých variant výstupu umožňuje hybridní kniha práci s textem, vyhledávání, kopírování a další funkce, které jsou naprosto běžné u digitalizovaných textů.

### Výhody používání
Hybridní kniha přináší velké množství výhod a můžeme ji označit za nejkvalitnější zdroj, ze kterého nevidomí čtenáři získávají informace. Výhodou je kombinace různých způsobů přijímání informací a možnost je střídat podle požadavků uživatele a charakteru textu. Multimediální dokument odbourává většinu komplikací, které přináší používání jiných dokumentů pro zrakově postižené - jmenovitě Braillovo písmo a zvukové knihy. U hybridních dokumentů je snadná orientace v textu, jednoduchá práce s daty, informace jsou přijímány rychle a jsou dostupné pro všechny skupiny zrakově postižených, bez ohledu na jejich individuální schopnosti - zrakově postižený tedy nemusí ovládat Braillovo písmo ale může využít jinou variantu výstupu textu.

### Nevýhody používání
Nevýhodami jsou především: nutnost vlastnit nákladné technické zařízení a mít praktické dovednosti, které umožňují práci s počítačem, finanční a technická náročnost výroby, obtížná dostupnost.

## Vznik
Tuto technologii vyvinuli zaměstnanci Masarykovy univerzity v roce 2002. Součástí této instituce je Středisko Teiresiás (Středisko pro pomoc studentům se specifickými nároky), které se zabývá pomocí studentům se zdravotním postižením. Doposud vydané tituly byly zaměřeny na odborné texty, sloužící ke studiu. Tento druh dokumentu prozatím není široce dostupný a slouží potřebám Masarykovy univerzity. Jediným producentem tohoto druhu dokumentů je Středisko Teiresiás.

## Odhad budoucího vývoje
Hybridní kniha je zcela nový druh dokumentu. Pro vývoj a vyzkoušení praktických výhod v širší skupině zrakově postižených, by bylo nutné investovat dostatek finančních prostředků. Přestože se zdá být tento dokument velkým příslibem do budoucna, nemůžeme v dohledné době očekávat jeho rozšířené užívání.

## Distribuce - Středisko Teiresiás
Jediným výrobcem a zároveň distributorem hybridních knih je Středisko Teiresiás.

### Historie
Toto Středisko bylo zřízeno Masarykovou univerzitou v roce 2000 a to speciálně pro potřeby handicapovaných studentů. Název střediska je odvozen od jména antického nevidomého věštce Teiresia.

### Popis činnosti
Kromě zrakově postižených nabízí svou pomoc i osobám se sluchovým a pohybovým handicapem. Středisko vytváří zvukové, bodové a hybridní knihy a reliéfní grafiku. Hlavním úkolem centra je zajistit zrakově postiženým dostatek materiálů pro studijní účely. Součástí střediska je knihovna, jejíž fond je tvořen převážně digitalizovanými a bodovými dokumenty. Rozsah fondu v současnosti dosáhl 800 titulů. Kterýkoliv student může požádat o převedení určitého dokumentu do podoby čitelné zrakově postiženým. Požadavky se mohou vztahovat pouze na publikace související se studiem. Toto centrum má výjimečné postavení, protože je tvůrcem vlastních dokumentů pro zrakově postižené. Ostatní centra při vysokých školách umožňují pouze digitalizaci (nascanování) předlohy, tedy poskytnutí vhodného zařízení, ale samy žádné dokumenty nevytváří.

### Technická vybavenost
Středisko Teiresiás umožňuje studentům využívat nejmodernější technické zařízení. Speciálně zrakově postiženým nabízí následující pomůcky: stolní počítače a notebooky umožňující hlasový nebo hmatový výstup. Elektronické zápisníky, zvětšovací lupy, tiskárnu bodového písma, Pichtův mechanický stroj a zařízení pro tvorbu reliéfní grafiky.

## Produkce
Doposud vydalo centrum Teiresiás šest titulů v podobě hybridní knihy. Jmenovitě to jsou: Zlaté století astronomie, Úvod do filozofie, Úvod do sociologie, Úvod do kognitivní psychologie, Angličtina pro jazykové školy, Omnibus - čítanka anglických textů. Jednotlivé tituly lze zakoupit, cena se pohybuje mezi 150-200 Kč